# Halmiris

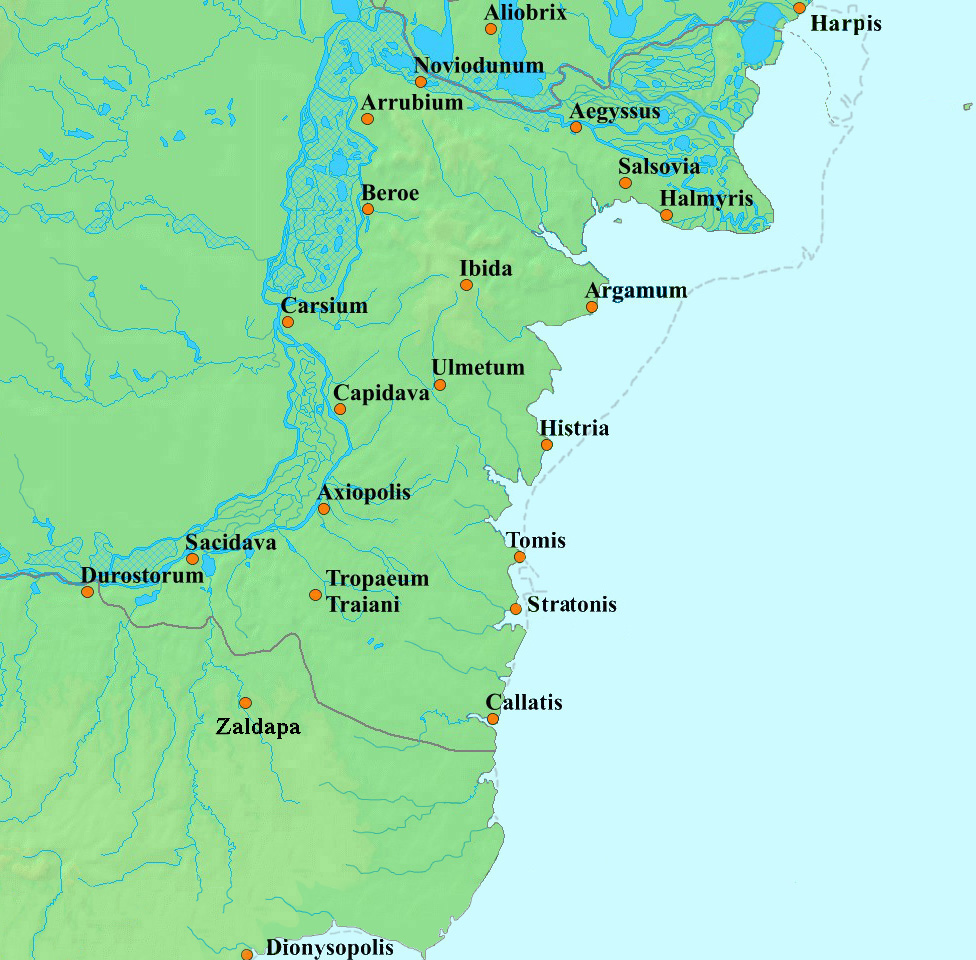
Ciutats i colònies antigues a Dobrudja (es mostra la costa moderna)

Halmiris (en grec antic: Ἁλμυρίς) va ser un fort, assentament i port naval romà i romà d'Orient, situat a 2,5 quilòmetres a l'oest del poble de Murighiol a la desembocadura del delta del Danubi a Romania. Es coneix localment com el lloc on es van descobrir els cossos de dos sants cristians, Epictet i Astion, entre 2001 i 2004.

## Història del lloc
Malgrat la creació de diverses colònies gregues al llarg de la costa romanesa del Mar Negre durant el segle vii aC, no s'han trobat restes estructurals gregues corresponents a prop d'Halmiris. La regió va ser habitada durant la Segona Edat del Ferro pels getes o pels dacis, com es demostra amb el descobriment de diverses inhumacions de cremació dins d’una possible necròpolis que data dels segles IV-II aC. Mentre que la primera ocupació romana del lloc sembla haver estat en forma d'una gespa i fusta forta construïda durant el Flaviano període, la primera pedra castrum a Halmiris va ser construït durant el regnat de l'emperador Trajà. Tot i que el traçat original del fort trajanic està cobert en gran part per fases reconstructives posteriors, el pla sembla haver estat indicatiu del traçat 'típic' del segle ii d'un fort romà, compost per un mur defensiu rectangular, torres rectangulars i una porta a la al mig de cadascuna de les parets.
La col·locació del fort va ser estratègicament deliberada, ja que es trobava no només al llarg del curs del Danubi, sinó també a la mateixa desembocadura del mar Negre. Les primeres connexions amb la flota romana i les seves activitats marítimes a Halmiris es confirmen a partir de proves epigràfiques que mencionen l'existència d'un "poble mariner" o vicus classicorum. No obstant això, es va produir una alteració significativa de les defenses durant el període de la Tetrarquia. La nova disposició dels murs del fort consistia en un polígon irregular reforçat per 15 torres i almenys dues portes d’accés ben defensades al nord i a l’oest. Les estructures que es troben dins del fort inclouen nombroses casernes, una terma o bany privat i una basílica. No obstant això, a l'hivern del 384/5, el Danubi es va congelar, permetent a les tribus estrangeres del nord travessar i saquejar Halmiris. Una sèrie de terratrèmols del segle iv i posteriors que van alterar el curs del Danubi van provocar l'envasament del port de Halmiris i van disminuir la seva importància econòmica i estratègica. El període final d’ocupació sembla correspondre a la reconstrucció del fort per l'emperador Justinià. A més, Halmiris es va convertir en el lloc d'un dels principals bisbats de la província, a més de ser nomenada com una de les quinze ciutats més importants de la província d'Escita.
Halmiris era el punt més oriental de la frontera danubiana a l'època romana i probablement servia de centre de subministrament per a la flota; les primeres inscripcions romanes ens informen de l'existència d'un "poble mariner" - vicus classicorum. Durant l'època romana tardana dues unitats de la flota militar: Classis in Plateypegiis i Musculi Schytici (que tenien petits vaixells, adequats per al delta del Danubi) podrien haver estat allotjades per aquesta ciutat.
Quant a la vida religiosa, sabem que el 290 dC, durant les persecucions ordenades per Dioclecià, sant Epictet i Astion van patir el martiri a Halmiris.
- Halmiris va servir com a dipòsit de subministraments, colonització i intercanvi cultural a la regió durant 1.100 anys. Va ser ocupada des de l'edat del ferro fins al període romà d'Orient.
- El fort original era de fusta i gespa, però a mesura que el fort va guanyar importància i es va establir una guarnició regular al llarg del Danubi, el fort es va reconstruir en pedra.
- Al començament de la història del fort, els gots i els huns del nord van travessar el Danubi i van conquerir el fort. Posteriorment, fou capturat de nou pels romans.
- A principis del segle iv, l'emperador Constantí va afegir-hi una basílica.
- Una sèrie de terratrèmols van alterar el curs del Danubi i el fort va quedar més allunyat del riu. Halmiris va anar perdent importància i va ser abandonada.

## Activitats actuals
- El fort està sent excavat pel doctor Mihail Zahariade i el doctor John Karavas, amb el programa internacional de voluntaris d'Arqueology at Halmyris. Arxivat 2018-10-11 a Wayback Machine.
- Les àrees d’excavació actuals inclouen les casernes militars, les torres del nord-oest i les instal·lacions portuàries.